# إس. إس. كوكي
إس. إس. كوكي (بالإنجليزية: S. S. Cooke)‏ هو لاعب كرة قدم أمريكية أمريكي، ولد في 7 أغسطس 1879 في هايتسفيل في الولايات المتحدة، وتوفي في 28 مايو 1944.